# Fecha probable de parto
La fecha probable de parto (FPP) es la fecha estimada de conclusión del embarazo. La mayoría de las mujeres da a luz entre las semanas 38 y 42 de gestación, esta fecha probable es una idea aproximada de parto basada en una diferencia de cuarenta semanas desde el primer día de la última menstruación de la madre. También puede ser calculada mediante ecografías.
Debido a que los embarazos pueden variar en duración, gracias a una multiplicidad de factores que influyen en el organismo, la FPP puede no coincidir con el día del parto, pero permite estimar con detalles la evolución del bebé.